# アブーキア (戦列艦・2代)
アブーキア（HMS Aboukir）は1807年11月18日にフリンズベリーで進水したクラジュー級74門3等戦列艦。